# Bleib bei uns, denn es will Abend werden, BWV 6
Bleib bei uns, denn es will Abend werden, BWV 6 (Quédate con nosotros, pues cae la tarde) es una cantata de iglesia escrita por Johann Sebastian Bach en Leipzig para el lunes de Pascua y estrenada el 2 de abril de 1725.

## Historia
Bach compuso esta obra durante su segundo año como Thomaskantor en Leipzig para el lunes de Pascua. Formó parte de su segundo ciclo anual de cantatas, que había empezado con O Ewigkeit, du Donnerwort, BWV 20 para el primer domingo después de la Trinidad de 1724. La cantata fue interpretada por primera vez el 2 de abril de 1725.

## Análisis

### Texto
Las lecturas establecidas para ese día eran de los Hechos de los Apóstoles, el sermón de Pedro (Hechos 10:34-43), y del evangelio según San Lucas, camino de Emaús (Lucas 24:13-35).
Un poeta desconocido incluyó el versículo 29 del Evangelio como primer movimiento y como movimiento 3 las estrofas del himno. "Ach bleib bei uns, Herr Jesu Christ" de Philipp Melanchthon, que es la versión alemana de "Vespera iam venit", de contenido similar como movimiento 1 y su segunda estrofa, añadida por Nikolaus Selnecker. El poeta incluyó como coral de cierre la segunda estrofa del himno "Erhalt uns, Herr, bei deinem Wort" de Martín Lutero. La obra se centra en el tema del contraste entre la luz y la oscuridad. Se desconoce el libretista y el texto no es especialmente notable o poético.

### Instrumentación
La obra está escrita para cuatro solistas vocales (soprano, alto, tenor y bajo) y un coro a cuatro voces; dos oboes, oboe da caccia, dos violines, viola, violonchelo piccolo y bajo continuo.

### Estructura
Consta de seis movimientos:
1. Coro: Bleib bei uns, denn es will Abend werden
2. Aria (alto): Hochgelobter Gottessohn
3. Coral (soprano): Ach bleib bei uns, Herr Jesu Christ
4. Recitativo (bajo): Es hat die Dunkelheit an vielen Orten
5. Aria (tenor): Jesu, laß uns auf dich sehen
6. Coral: Beweis dein Macht, Herr Jesu Christ

La obra comienza con un coro a gran escala de un poema tonal libremente polifónico, que recuerda a una sarabande lenta o al cierre de la Pasión según San Juan. El movimiento es inusual entre las obras de Bach, ya que a pesar de ser un gran movimiento coral no es ni un coral ni una fantasía. Julian Mincham sugiere que esto puede indicar una sensación de agotamiento creativo por parte de Bach, dada su exigente agenda de composición.  Las líneas vocales en este movimiento descienden en «denn es will Abend werden» (pues cae la tarde), "como si la oscuridad de la noche pesara sobre ellos". La sección central es una textura fugada en do menor y el compás de 4/4, dominado por el contrapunto imitativo.
El segundo movimiento, una aria en forma da capo de contralto, se mueve a si bemol mayor y mi bemol menor en la sección intermedia. La línea vocal es acompañada por un oboe da caccia obbligato.
El tercer movimiento es un arreglo para un coral en si bemol mayor. La parte de violonchelo piccolo fue probablemente una adición posterior. Se trata de una parte aguda y bastante difícil técnicamente. Este movimiento fue posteriormente adaptado como uno de los Corales Schübler, BWV 649.
Los tres últimos movimientos están todos en sol menor: un recitativo para bajo, un aria para tenor y un coral de cierre. El recitativo emplea una "amenazante línea de bajo cromática" para recordar a los oyentes la "gravedad de la situación". El aria se caracteriza por un persistente ritmo de caminar, un tanto atenuado por los tresillos que fluyen en la línea de violín. Mincham sugiere que el coral final es "extraído muy poco para bloques de construcción musical", poniendo fin a la obra en un tono sombrío.

## Discografía selecta
De esta pieza se han realizado una serie de grabaciones entre las que destacan las siguientes.
- 1951 – J.S. Bach: Cantatas BWV 6 & 19. Hans Grischkat, Stuttgart Choral Society, Bach-Orchester Stuttgart (Renaissance)
- 1974 – Bach Cantatas Vol. 2. Karl Richter, Münchener Bach-Chor, Münchener Bach-Orchester (Archiv Produktion)
- 1960 – Les Grandes Cantates de J.S. Bach Vol. 7. Fritz Werner, Heinrich-Schütz-Chor Heilbronn (Erato) (reeditado)[11]
- 1980 – Die Bach Kantate Vol. 11. Helmuth Rilling, Gächinger Kantorei Stuttgart, Bach-Collegium Stuttgart (Hänssler)
- 1999 – J.S. Bach: Easter Cantatas. John Eliot Gardiner, Monteverdi Choir, English Baroque Soloists (Archiv Produktion)
- 2001 – J.S. Bach: Complete Cantatas Vol. 14. Ton Koopman, Amsterdam Baroque Orchestra & Choir (Antoine Marchand)